# 濮瑗
濮瑗（？—？），又名世濂，号琅圃，江蘇省溧水縣人，清朝进士、官员。

## 生平
道光六年丙戌科（1826年）進士。曾任四川省江津縣知縣、安岳縣知縣、簡州知州、涪州知州。曾任道光《重慶府志》協修。
濮氏家族在今溧水縣柘塘镇地溪村有濮氏祠堂，建於明朝，堂号“孝友堂”。祠堂共三进，雕梁画栋，是方圆数十里内规模最大的祠堂。道光十六年，濮瑗捐银两千两，翻修了濮氏祠堂第二进院内的堂屋。堂屋门上原有块匾题：“孝友堂”。匾上落款是：“裔孙琅圃率子文暹、文升、文昶敬立。”堂上有幅对联：“世守贤良思存方正，敬承德荫克振家声”。濮氏沿用的十六字排辈便从那时起始。

## 家庭
- 长子：濮文暹（濮青士）
- 次子：濮文升
- 三子：濮文昶，与濮文暹是清朝同治年间同榜进士。
- 四子：濮文曦
- 女儿：濮文漪
- 女儿：濮文湘
- 孙：濮贤恪，濮文暹长子
- 曾孙：濮良至，濮贤恪长子
- 玄孙女：苏亭。濮良至之女，苏民的姐姐。
  - 玄孙女婿：李耕涛，原天津市市长
- 玄孙：濮思源，濮良至三子，苏民的三哥。
- 玄孙：苏民（原名濮思洵）
  - 玄孙媳：贾铨
  - 来孙：濮存昕，苏民之子[3]